# Enrico Betti

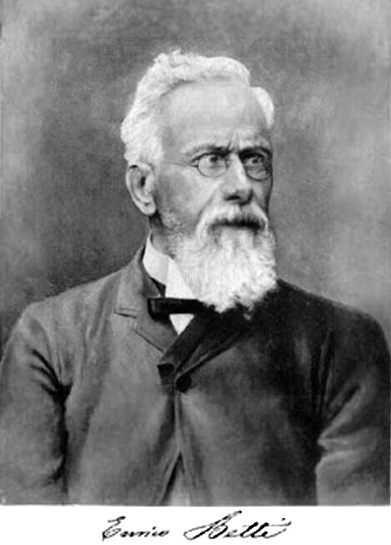
Enrico Betti

Enrico Betti (Pistoia, 21 oktober 1823 - Soiana, 11 augustus 1892) was een Italiaans wiskundige die nog steeds bekend is vanwege de naar hem genoemde Betti-getallen. Dit naar aanleiding van een artikel van zijn hand uit 1871 over topologie. Hij werkte ook aan de theorie van de wiskundige vergelijkingen. Ook formuleerde hij de stelling van Betti, een resultaat in de theorie van de elasticiteit.
Hij werd geboren in Pistoia in Toscane. Hij studeerde in 1846 af aan de Universiteit van Pisa. Na een tijd les gegeven te hebben werd hij in 1857 in Pisa tot hoogleraar benoemd. In 1858 maakte hij samen met Francesco Brioschi en Felice Casorati, een reis door Europa, waarbij hij onder meer Bernhard Riemann ontmoette. Later werkte hij op het gebied van de theoretische natuurkunde, waarbij hij aansloot op werk van Riemann. Hij speelde ook een actieve rol in zowel de universiteitspolitiek als in de politiek van de nieuwgevormde Italiaanse staat. 

## Werken door Enrico Betti
- (it)  Opere matematiche di Enrico Betti, pubblicate per cura della R. Accademia de' lincei (2vols.) (U. Hoepli, Milano, 1903-1913)